# Kéméndy Ernő

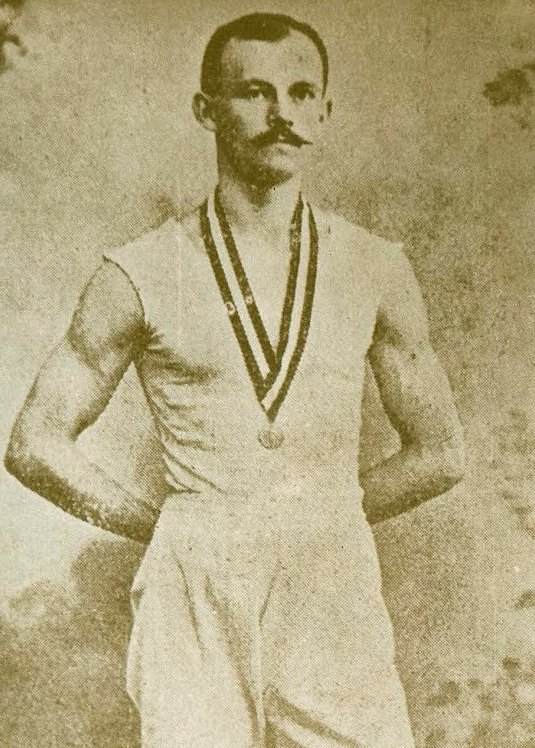
Kéméndy Ernő atléta

Kéméndy Ernő (Kéméndi, Újpest, 1880. november 18. – 1973. december 13.) magyar atléta, labdarúgóbíró, labdarúgó, sakkozó, sportdiplomata, tanár.

## Élete
Felmenői tanárok voltak, így ő is a tanári pályát választotta.